# Golfclub Kagerzoom

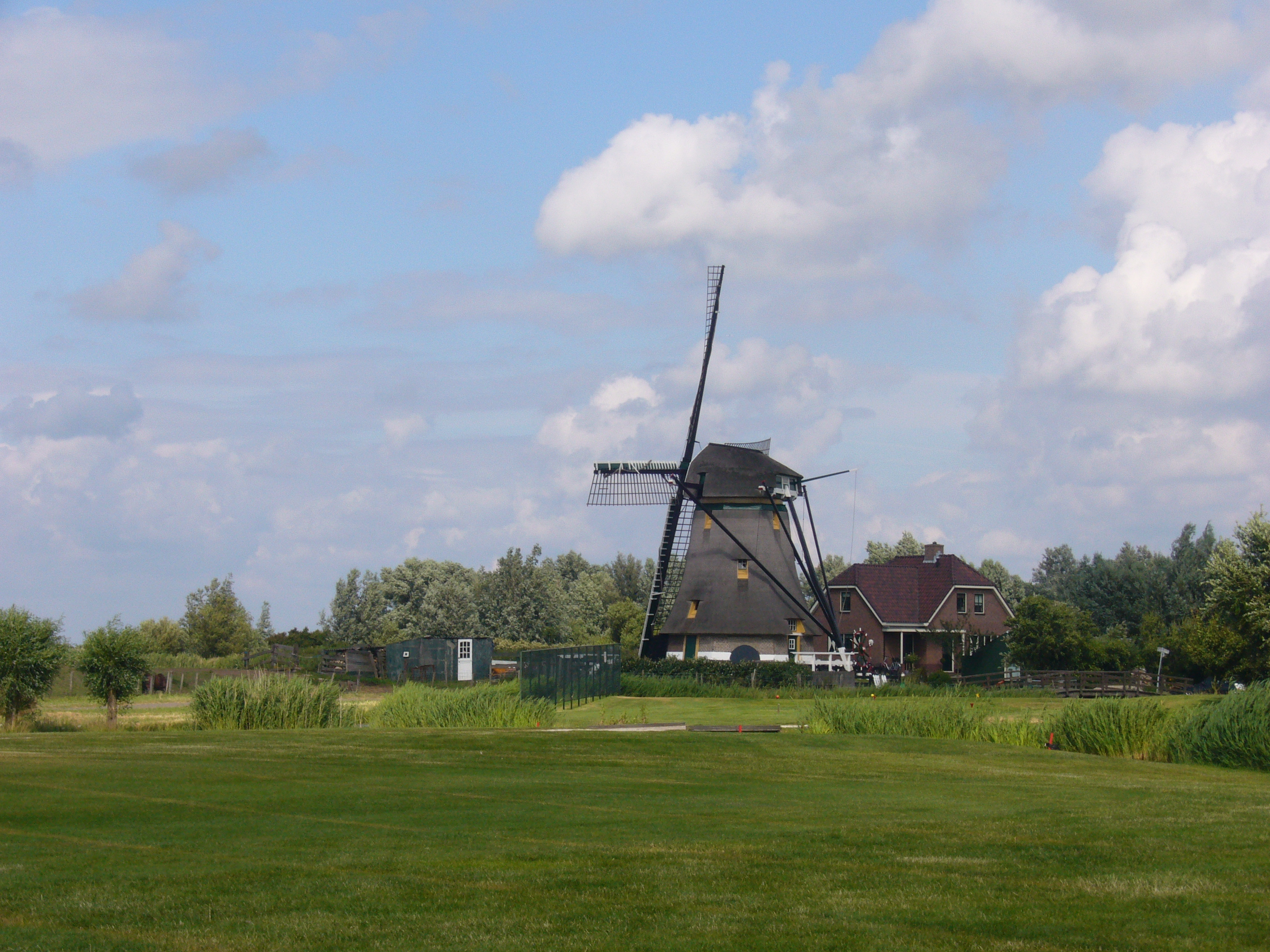
De molen naast de golfbaan

Golfclub Kagerzoom is een Nederlandse golfclub in Warmond, in de provincie Zuid-Holland.